# Caecognathia andamanensis
Caecognathia andamanensis är en kräftdjursart som beskrevs av Jörundur Svavarsson 2002. Caecognathia andamanensis ingår i släktet Caecognathia och familjen Gnathiidae. Inga underarter finns listade i Catalogue of Life.